# Southeast Division (National Hockey League)
Southeast Division är en av sex divisioner i den nordamerikanska ishockeyligan National Hockey League (NHL) där den tillsammans med Atlantic och Northeast Division bildar Eastern Conference. Southeast Division bildades inför säsongen 1998/1999 och innehöll från början fyra klubbar, men redan andra säsongen (1999/2000) tillkom Atlanta Thrashers. Från och med säsongen 2011/2012 kommer divisionen att innehålla följande fem klubbar:
- Carolina Hurricanes
- Florida Panthers
- Tampa Bay Lightning
- Washington Capitals
- Winnipeg Jets

## Divisionsmästare
Divisionsmästare blir det lag som vinner sin division under NHL:s grundserie
| - 1999: Carolina Hurricanes - 2000: Washington Capitals - 2001: Washington Capitals - 2002: Carolina Hurricanes - 2003: Tampa Bay Lightning - 2004: Tampa Bay Lightning - 2005: Ingen vinnare på grund av lockout - 2006: Carolina Hurricanes - 2007: Atlanta Thrashers - 2008: Washington Capitals - 2009: Washington Capitals | - 2010: Washington Capitals - 2011: Washington Capitals - 2012: Florida Panthers - 2013: Washington Capitals |

## Southeast Division-titlar
- 7: Washington Capitals
- 3: Carolina Hurricanes
- 2: Tampa Bay Lightning
- 1: Florida Panthers
- 1: Atlanta Thrashers *

* Spelar inte längre i Southeast Division

## Stanley Cup-mästare från Southeast Division
- 2003/2004 - Tampa Bay Lightning
- 2005/2006 - Carolina Hurricanes

## Lag som tidigare spelat i Southeast Division
- Atlanta Thrashers mellan 1999 och 2010